# دراغان تودوروفيتش
دراغان تودوروفيتش (بالصربية: Драган Тодоровић)‏ هو سياسي صربي، ولد في 25 يناير 1953 بغورنيي ميلانوفاتس في صربيا. حزبياً، نشط في الحزب الراديكالي الصربي. وقد انتخب نائب رئيس وزراء صربيا ‏ (24 مارس 1998 – 20 نوفمبر 1999).